# Escuelas con jornada extendida
Las escuelas de jornada completa o extendida son aquellas en que sus estudiantes, principalmente de nivel primario, están cerca de ocho horas en clases. Este modelo se contrapone usualmente al de media jornada, en que algunos grupos de alumnos asisten a la escuela en la mañana y otros en la tarde.
a
El origen de las escuelas con jornadas extendidas proviene del interés de las clases altas para lograr que la socialización de sus hijos se diera en espacios cerrados, sin presencia de otros grupos sociales. Posteriormente, esta idea cambió y fue adoptada por otras clases sociales, especialmente a medida que la mujer fue incorporándose al mundo laboral y necesitaba de un lugar que pudiera cuidar a sus hijos.
En la actualidad, estas escuelas han sido desarrolladas con otros fines, incluyendo la extensión de las actividades de sus estudiantes. Así, no sólo desarrollan la currícula oficial sino también una serie de actividades alternativas como talleres artísticos, actividades deportivas, programas solidarios y comunitarios. 

## Funcionamiento
La jornada completa suele abarcar ocho horas, desde las 8 hasta las 16, aproximadamente. En muchos casos, el desayuno es lo primero que reciben los niños cuando llegan a la escuela y luego comienza el desarrollo de las áreas curriculares tradicionales. Posteriormente, van al comedor a compartir el almuerzo y, a continuación, se plantean módulos de actividades extracurriculares. Muchas de estas actividades se refieren al aprendizaje de danzas, música, literatura, lenguas extranjeras, etc. Incluso, en estos espacios de formación los niños irán incorporando herramientas que el día de mañana les facilitará su inserción en futuros estudios o en el mercado laboral.
Las Escuelas “Nina” de Doble Jornada en la Provincia de Entre Ríos forman parte de un ambicioso proyecto político, cultural, histórico y social. Esta experiencia pedagógica empezó a gestarse en el trayecto final del Ciclo Lectivo 2011. “Escuelas Nina”, es la denominación con la cual el Consejo General de Educación dio a conocer su proyecto de mejora e inclusión educativa, creando así la modalidad de extensión de jornada en escuelas primarias.
Los marcos normativos que impulsaron esta propuesta educativa son los siguientes: 
- Ley de Financiamiento Educativo N° 26.075/05, artículo 2°

- Ley de Educación Nacional N° 26.206/06, artículo 28°

- Ley de Educación Provincial N° 9.890/08, artículos 31° y 33°

Desde los primeros meses del año 2012,  la Dirección de Educación Primaria, conjuntamente con otras Direcciones iniciaron un trabajo sostenido desde distintas dimensiones curriculares, que implicó interiorizarse sobre las condiciones escolares que cada escuela albergaba, primando siempre la vulnerabilidad social como criterio esencial a tener en cuenta en la selección de las mismas. Con el propósito de establecer acuerdos colectivos acerca del inicio de la Doble Jornada, se fueron observando minuciosamente las condiciones óptimas de los espacios físicos en los cuales desarrollarían la ampliación horaria. En el mes de marzo, según Res. N.º 0300/12 y Res. N.º 0360/12 se materializó dicho proyecto con la apertura de la Doble Jornada en 11 instituciones escolares de distintos puntos de la provincia, entre ellas 9 Estatales y 2 escuelas de Gestión Privada, más tarde se sumaron 2 escuelas y luego del receso escolar invernal otras 2, sumando un total de 15 instituciones escolares para el período 2012. Esta propuesta en la mayoría de las escuelas entrerrianas se ha desarrollado con los alumnos del 2º Ciclo, con una carga horaria de 8 Hs. reloj. La dinámica de trabajo en las aulas consiste en el desarrollo de actividades cotidianas por la mañana, a cargo de los docentes de ciclo y por la tarde después del almuerzo se reinician las actividades pedagógicas en los Espacios de Acompañamiento al Estudio, Lengua Extranjera y múltiples Talleres de Arte, Deporte, Teatro, Radio, Danzas, Vida en la Naturaleza, entre otros. Los propósitos de esta experiencia incitan a resignificar la vida escolar, atendiendo las condiciones de fragilidad y los modos de construcción del saber; para ello ha sido esencial habilitar nuevos espacios para la transmisión cultural, sostenidos en la participación y la comprensión de los procesos de apropiación del conocimiento. La Res. N.º 355/12 es el dispositivo que legitima el acto pedagógico en estos espacios, incitando a la enseñanza de competencias lingüísticas, lógico-matemáticas, sociales, ambientales, musicales, artísticas, deportivas, etc. a través del desarrollo de determinadas habilidades. Los Espacios de Acompañamiento al Estudio tienen como condición ineludible ser desarrollados por docentes; muchos de ellos en la mayoría de las instituciones están a cargo de los docentes de ciclo. Los Talleres admiten ser socializados por Docentes preferentemente o por Personal con idoneidad en el tema, ya se trate de Educación Musical, Teatro, Ajedrez, Vida en la Naturaleza, etc. En Lengua Extranjera su acceso es por proyectos, al igual que los demás espacios, a excepción de los cargos de conducción. Las actividades se abordan a partir de metodologías, que particularmente parten de estrategias lúdicas, resolución de problemas e investigación, generando en la infancia la reflexión e interpelación acerca de las transformaciones sociales, históricas, filosóficas, políticas, culturales, entre otras. 

## Objetivos
- Incorporación de otros contenidos como ser en idiomas, música, informática y arte.
- Participación en diferentes actividades culturales y sociales como muestras educativas.
- Acompañamiento al proceso de enseñanza aprendizaje.
- Revertir los índices de repitencia, abandono y desgranamiento.
- Desarrollar habilidades que no se pueden lograr durante las jornadas simples por la escasez del tiempo.
- Promover la innovación pedagógica y mejorar la organización del tiempo: salir de la escuela a dar clase, usar las nuevas tecnologías, desempolvar laboratorios, utilizar más las bibliotecas.

## Ejemplos
En la provincia de Entre Ríos, Argentina se han implementado desde el año 2012 escuelas de doble jornada denominadas escuelas Nina, en ellas los alumnos cuentan con talleres de: computación, arte, Inglés, música, acompañamiento al estudio, danzas folclóricas, pintura, etc.
…
El texto de la resolución que da forma a las Escuelas Nina plantea que uno de los objetivos es apuntar a la inclusión de los chicos, y a evitar el abandono de la escuela.mediante el desarrollo de estrategias innovadoras y la generación de acciones potencialmente transformadoras. El hecho de permanecer en la escuela, de enseñar y aprender, contribuye a la contención social y evita la marginación de niños, niñas, jóvenes y adolescentes.La norma califica a este tipo de escuelas como una “experiencia innovadora”, y por tal la incorpora al apartado de “educación no formal” previsto en la Ley Provincial de Educación. En ese marco, permite la incorporaración de innovaciones curriculares, organizacionales, administrativas, normativas concursales, en el marco de la preservación de la mejora de la calidad del proceso de enseñanza y aprendizaje, la inclusión, permanencia y egreso de los alumnos del nivel primario y los derechos laborales de los docentes . No obstante, da libertad de acción a las escuelas en torno a definir cómo estructurar la ampliación de la jornada escolar, que puede servir tanto para reforzar contenidos que se dictan en la jornada habitual, como también desarrollar instancias de formación integral a través de talleres, dentro o fuera de la escuela, como en iglesias, clubes o salones comunitarios barriales.
En la provincia de Córdoba, en el marco de la Ley de Educación Nacional N.º 26.206/06 asume el compromiso de generar estrategias de enriquecimiento de propuestas educativas a las escuelas primarias, en su segundo ciclo. Como política educativa jurisdiccional, el Ministerio de Educación de la provincia de Córdoba, implementa el Programa Provincial de Jornada Extendida destinado a escuelas que atienden a alumnos en situaciones de vulnerabilidad
Los objetivos del Programa Jornada Extendida en centros educativos de
Educación Primaria son:
- Fortalecer los aprendizajes de los niños que transitan los últimos años de su escolaridad primaria.Educación Primaria
- Afianzar conocimientos, actitudes y prácticas.
- Generar experiencias de aprendizaje que contribuyan a ampliar el horizonte cultural de los niños.Cultura
- Favorecer el tránsito de los niños de la Educación Primaria a la Educación Secundaria.

## Personal docente
El personal docente está conformado por profesionales comprometidos con la problemática social, y la forma de selección e ingreso es mediante la presentación de proyectos y no mediante el régimen de concursos que se usa habitualmente para acceder a un cargo de estas características.  La situación de revista es transitoria sin estabilidad laboral.

## Opiniones
- La Licenciada Guillermina Tiramonti, directora de la Facultad Latinoamericana de Ciencias Sociales (Flacso) percibe a la doble escolaridad como "una necesidad social ante las exigencias de la nueva organización de las familias, con la incorporación de la mujer al mundo del trabajo y el riesgo de las casas vacías".
- La Licenciada Inés Aguerrondo, consultora de la Unidad de Formación del Instituto Internacional de Planeamiento de la Educación (IIPE-Unesco) de Buenos Aires. …opina que los tiempos han cambiado, ya que antes quien enseñaba era el maestro,y actualmente los alumos aprenden de todos lados incluso de sus propios compañeros. " De aquí la importancia de que permanezcan mucho tiempo en el aula y que la propuesta pedagógica sea buena. ”
- "Algunos Organismos internacionales como Unicef de Argentina, el Centro de Implementación de Políticas Públicas para la Equidad y el Crecimiento (Cippec), ven a la doble escolaridad como una respuesta” para los sectores pobres, ya que les garantiza calidad e inclusión educativa".
- El psicopedagogo italiano Francesco Tonucci se cuestionó la efectividad de la doble escolaridad, argumentando que "hay que darles tiempo a los niños" y que la escuela estaba tomando un papel demasiado absorbente en la vida de estos."[cita requerida]
- Cecilia Veleda, de Cippec sostiene que la jornada completa o extendida recae en una política muy compleja por la inversión que requiere en reformas edilicias, en sueldos y con dificultades técnicas. Política que no persigue la idea de sumar cargos ni más horas siempre en la misma faceta pedagógica. Como tal "es un proceso paulatino, que demuestra un gran impacto sobre los sectores menos favorecidos".